# Kihara Masakazu
Masakazu Kihara (sinh ngày 19 tháng 4 năm 1987) là một cầu thủ bóng đá người Nhật Bản.

## Sự nghiệp câu lạc bộ
Masakazu Kihara đã từng chơi cho Omiya Ardija và Avispa Fukuoka.